# Cyclophora subangularis
Cyclophora subangularis là một loài bướm đêm trong họ Geometridae.